# Cattedrale di Ostrava
La cattedrale del Divino Salvatore (o cattedrale di Ostrava o Katedrála Božského Spasitele) è la chiesa cattolica maggiore di Ostrava e cattedrale della diocesi di Ostrava-Opava. 

## Storia
La basilica fu costruita in stile neo-rinascimentale da Gustav Meretta fra 1883 e 1889 ed è la seconda più grande chiesa della Moravia-Slesia dopo la basilica di Velehrad. Presenta all'interno tre navate con un'abside semicircolare, mentre all'esterno è caratterizzata da due torri alte 67 metri. 
Il costo della sua costruzione fu finanziato dai fedeli e dalle autorità locali, ma circa un terzo del totale fu concesso direttamente dall'arcivescovo dell'arcidiocesi di Olomouc, di cui la città faceva parte fino al 1996.